# Burg Bodendorf

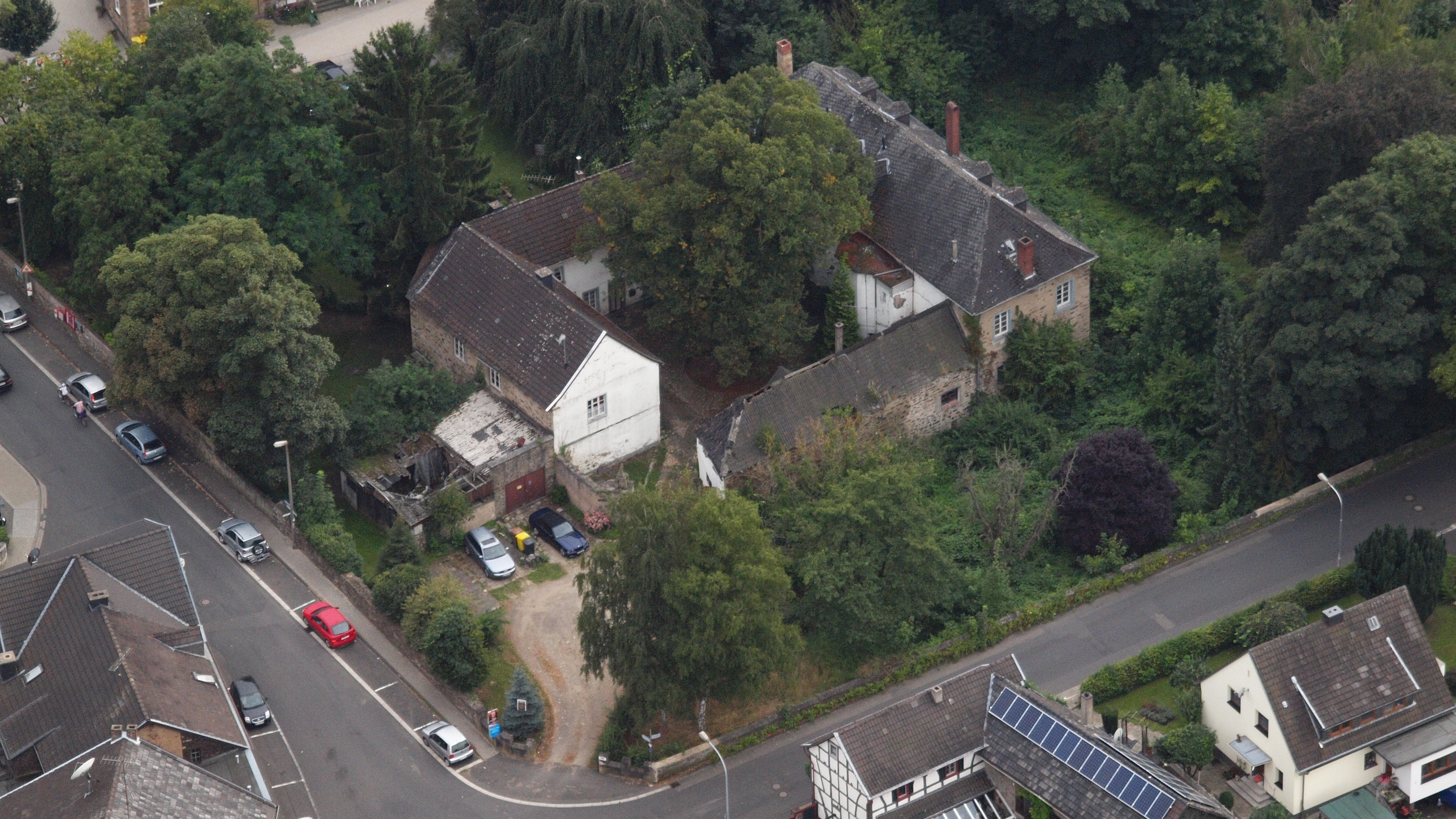
Burg Bodendorf in Bad Bodendorf

Die Burg Bodendorf ist eine ehemalige Wasserburg im Stadtteil Bad Bodendorf der Stadt Sinzig im rheinland-pfälzischen Landkreis Ahrweiler.
Bei der Anlage handelt es sich um eine Niederungsburg, die unter Denkmalschutz steht.

## Geschichte
Die Burg wurde Anfang des 13. Jahrhunderts als Wasserburg durch Nicolo von Bodendorf errichtet. Sie sicherte zusammen mit der Burg Landskron die Aachen-Frankfurter Heerstraße, die an ihr vorbeiführte. Spätere Besitzer waren die Herren von Randerath, Spies von Büllesheim und andere.
Zwischen 1533 und 1608 war die Burg unbewohnt und verfiel. Nach dem Wiederaufbau wurden Burg und Dorf 1642 von kaiserlichen Truppen während des Dreißigjährigen Kriegs unter General von Weerth geplündert und in Brand gesteckt. Nach Ende des Dreißigjährigen Krieges wurde die Anlage wieder aufgebaut. Plünderungen und Brandschatzungen wiederholten sich in den Jahren 1667, 1676 und 1692, als sie von französischen Truppen heimgesucht wurde.
Im Jahr 1772 wurde die Burg mit Mauer und Graben umgeben. Bald danach wurde der verfallene Turm abgerissen und der Wassergraben zugeschüttet. Der Innenhof mit Kopfsteinpflaster und einer mächtigen Linde wurde im 18. Jahrhundert neu gestaltet. Die Vierflügelanlage besitzt ein Walmdach.
1929 erwarb der Heilpraktiker Matthias Leisen die Burg, nachdem er in der Nähe eine radiumhaltige Quelle entdeckt hatte. Das Wasser wurde von ihm zur Behandlung seiner Patienten in der Burg genutzt.

## Burgbesitzer
- ca. 1200 bis 1400: Ritter von Bodendorf
- ca. 1400 bis 1450: Ritter von Randerode
- 1450 bis 1655: Herren Spies von Büllesheim
- 1600 bis 1635: Pfandbesitzer: Calenius
- 1635 bis 1750: Besitzer und Burgbewohner: Familie Calenius
- 1750 bis 1803: Familie Oekoven
- Mitte des 19. Jahrhunderts: Joseph von Groote, Kanzler des Kölner Erzstifts
- ab 1912: Franz Freiherr Spies von Büllesheim Maubach
- ab 1929: Anton Knieps
- 1929 bis 1940: Matthias Leisen